# Лимена
Лимена (итал. Limena) је насеље у Италији у округу Падова, региону Венето.
Према процени из 2011. у насељу је живело 5448 становника. Насеље се налази на надморској висини од 16 м.

## Становништво
Према резултатима пописа становништва 2011. у општини је живело 7.699 становника.
| 1951. | 1961. | 1971. | 1981. | 1991. | 2001. | 2011. |
| ----- | ----- | ----- | ----- | ----- | ----- | ----- |
| 3.834 | 3.774 | 5.028 | 5.768 | 5.983 | 6.858 | 7.699 |